# Lancer du javelot féminin aux championnats du monde d'athlétisme 2009
Navigation
Osaka 2007 Daegu 2011
L'épreuve du lancer du javelot féminin des championnats du monde de 2009 s'est déroulée les 16 et 18 août 2009 dans le Stade olympique de Berlin, en Allemagne. Elle est remportée par l'Allemande Steffi Nerius devant la Tchèque Barbora Spotakova qui était tenante du titre. À la suite de la disqualification pour dopage de la Russe Maria Abakumova en 2018, la Roumaine Monica Stoian récupère la médaille de bronze. 

## Critères de qualification
Pour se qualifier, il faut avoir réalisé au moins 61,00 m (minimum A) ou 59,00 m (minimum B) du 1er janvier 2008 au 3 août 2009.

## Records
Avant cette compétition, les records dans cette discipline étaient les suivants :
| Record du monde         | 72,28 m | Barbora Špotáková   | Tchéquie | 13 septembre 2008 | Stuttgart |
| Record des championnats | 71,70 m | Olisdeilys Menéndez | Cuba     | 14 août 2005      | Helsinki  |

## Médaillées
| Or            | Argent            | Bronze        |
| Steffi Nerius | Barbora Špotáková | Monica Stoian |

## Résultats

### Finale
| Rang               | Athlète                | Pays       | Marque       | Essais | Essais | Essais | Essais | Essais | Essais | Notes |
| Rang               | Athlète                | Pays       | Marque       | 1      | 2      | 3      | 4      | 5      | 6      | Notes |
| ------------------ | ---------------------- | ---------- | ------------ | ------ | ------ | ------ | ------ | ------ | ------ | ----- |
| Médaille d'or      | Steffi Nerius          | Allemagne  | 67,30 m (SB) | 67,30  | 62,79  | 65,81  | x      | 62,27  | x      |       |
| Médaille d'argent  | Barbora Špotáková      | Tchéquie   | 66,42 m      | 64,94  | 64,26  | 66,42  | 61,29  | 62,25  | 59,74  |       |
| DQ                 | Maria Abakumova        | Russie     | 66,06 m      | 63,01  | x      | 65,39  | x      | 59,71  | 66,06  |       |
| Médaille de bronze | Monica Stoian          | Roumanie   | 64,51 m (PB) | 64,51  | x      | 61,90  | 59,62  | 61,84  | 61,53  |       |
| 4                  | Christina Obergföll    | Allemagne  | 64,34 m      | x      | 60,37  | 64,34  | x      | 63,02  | x      |       |
| 5                  | Linda Stahl            | Allemagne  | 63,23 m      | 61,64  | 63,23  | 63,18  | 59,00  | 61,33  | 60,90  |       |
| 6                  | Olisdeilys Menéndez    | Cuba       | 63,11 m (SB) | 63,11  | x      | x      | x      | 61,56  | 58,27  |       |
| 7                  | Sávva Líka             | Grèce      | 60,29 m      | 56,55  | 57,33  | 58,80  | 57,29  | x      | 60,29  |       |
| 8                  | Vira Rebryk            | Ukraine    | 58,25 m      | 58,25  | 56,78  | 57,50  |        |        |        |       |
| 9                  | Maria Nicoleta Negoiţă | Roumanie   | 57,65 m      | 57,59  | 57,65  | x      |        |        |        |       |
| 10                 | Martina Ratej          | Slovénie   | 57,57 m      | 57,57  | x      | x      |        |        |        |       |
| 11                 | Rachel Yurkovich       | États-Unis | 51,15 m      | 51,15  | 50,05  | x      |        |        |        |       |

### Qualifications
Pour la finale, les 12 meilleurs lancers ont été retenus (seules 4 athlètes ont dépassé les 62 m exigés, toutes du groupe A) :
1. Mariya Abakumova 	RUS 	68.92 Q 	(WL)
2. Linda Stahl 	GER 	63.86 Q 	(SB)
3. Martina Ratej 	SLO 	63.42 Q 	(SB)
4. Barbora Špotáková 	CZE 	63.27 Q
5. Steffi Nerius 	GER 	61.73 q
6. Monica Stoian 	ROU 	60.29 q
7. Vira Rebryk 	UKR 	59.70 q
8. Sávva Líka 	GRE 	59.64 q

1. Olisdeilys Menéndez 	CUB 	61.94 q
2. Christina Obergföll 	GER 	60.74 q
3. Rachel Yurkovich 	USA 	59.57 q
4. Maria Nicoleta Negoiţă 	ROU 	59.46 q